# Žilje (Schöpfendorf)
Žilje (nemško Schöpfendorf) je naselje v občini Štalenska gora v okraju Celovec-dežela na Celovškem polju na Koroškem v Avstriji.

## Geografska umeščenost v prostor in krajevno ime
Slovensko ime »Žilje« zajame več enot. Po eni strani označi krajevno ime za naselje Žilje in gosposko kmetijo Žilje v meandru na levem bregu koroške reke Krke v osrčju Celovškega polja (V nemščini pojmujejo vas »Sillebrücke« ter kmetijo »Sillehof«). Hkrati slovenščina enako pojmuje kot Žilje naselje na desnem bregu Krke, ki ga v nemščini pojmujemo kot »Schöpfendorf« (< »sodni kraj«).
Pavel Zdovc je na osnovi terenskih raziskav zapisal pravilno rabo krajevnega imena kot sledi:
Žilje (î) ob Krki; nem. Sillebrücke; na Žiljah, na Žilje, z Žilj, po domače pri Žilju, tudi Žileju, Žilejev most (čez Krko); v kraj. rabi tudi za skupino hiš onstran mosta (nem. Schöpfendorf).

## Zgodovina
Naselje na desnem bregu koroške reke Krke uradno nosi to ime od leta 1869. V srednjem veku se je to območje sprva imenovalo Tersach. Od 15. stoletja dalje je to ime postopoma zamenjalo ime najpomembnejšega rečnega prehoda naokoli.
Leta 1428 je na primer neki Schwarzmann iz Timenice cerkvi v Šentlovrencu prodal kmečko hubo  "neben der Sillapruckhen oder genannt bey Tersach" (pri Žilejevem mostu pri Tersah), kar označuje današnje posestvo p.d. »Unterer Urabl« (Spodnji Urabl). Huba Zgornji Urabl se omenja še leta 1585 v urbarju gospode v Kamnu v Podjuni  in leta 1629 v urbarju gospode v Gradu Karlsbergu pod krajevnim imenom »Tersach«.
Ko so sredi 18. stoletja oštevilčili hiše, so vse nepremičnine na obeh straneh mostu poimenovali »Sillebrücke« (Žilje). Edina izjema sta bila t.i. »Fischerkeusche« (ribičeva koča) in gostilna, ki sta pripadali posestvu Ovčjak in sta bili prišteti vasi Ovčjak. Nemško krajevno ime »Schöpfendorf«, pravzaprav staro ime gospode Ovčjak (nem. »Eibelhof«), se je od takrat uporabljalo le kot ime za geografsko področje, prevzelo pa se je le-to po letu 1860, ko je nastala nova vas »Schöpfendorf«, čeprav je zgodovinska vas »Schöpfendorf« prvotno ležala predvsem na levem bregu koroške reke Krke. V domači slovenščini vsekakor te spremembe niso bile prevzete in ostalo je za vse te dele krajevno ime in ime domačije Žilje. 
Hiša št. 1 v Žiljah na desnem bregu Krke, posestvo p.d. Jamnitz (slov. Jamnic), ki je pred nekaj desetletji izginila, je stala na levem bregu Timeniškega potoka, ki se izliva v Krko na njenem desnem bregu in ki leži ob cesti v Virnjo vas. Še v 19. stoletju je bila navedena kot samostojna vas z nemškim imenom „Leimgrube“ (= glinokop) - jasna referenca na nekdanjo rejo črnih ovac na tem območju.  V rokopisnem krajevnem imeniku cerkvene kronike fare Šenttomaž je še leta 1909 zapisano krajevno ime Jamnica.
Zgornji Urabl je bil dolgo časa bil le samo manjša dodatna huba (nem.«Zuhube«) . Njegov nekdanji mlin je bila najbolj izvirna lesena stavba v celotni občini Štalenska gora, ki pa je v zadnjih desetletjih žal propadla. Timeniški potok, ki ima strm padec, so izkoriščali prek mlinskega kanala, katerega ostanki so še vedno vidni.
Urablov mlin izvira iz visokega srednjega veka in je verjetno eden od dveh mlinov, navedenih v urbarju Goriških grofov iz leta 1299. Razlaga imena kmetije Urabl povzroča težave: V sedanji obliki je najverjetnejša izpeljava iz slovenskega „vrabelj“ = vrabec. Do 19. stoletja pa je bilo ime vedno „Rabl“, ki izhaja iz slovenskega „rabelj“ = izvrševalec kazi/sodnik usmrtitelj (nem. »Scharfrichter«). Glede na krajevno ime, ki je povezano tudi s sodnim krajem (Schöpfendorf < Schöffe = vas laičnih sodnikov), se zdi ta razlaga povsem verjetna (četudi seveda kosezom oziroma nižjim sodstvom ni pripadala kapitalna kazen. Žilje na levem bregu Krke  je bil nekoč pomembno križišče, saj se je cesta, ki je prihajala z Žilejevega mostu, tu razcepila v tri veje (v Dominčo vas, Šentlovrenc in čez polje v Čilberk). Znamenje ob poti na razpotju je zabeleženo že na katastrskem zemljevidu iz leta 1827.

## Ledinska imena
Ledinska imena bila na osnovi občinske zgodovine  občinski Štalenske gore Wilhelma Wadla znanstveno nekoliko poglobljene za celotno Celovško polje v okviru znanstveno raziskovanega dela Enciklopedije slovenske kulturne zgodovine na Koroškem od Bojana-Ilija Schnabla. Važen uradni vir predstavlja tudi Franciscejski kataster, ki so objavljeni na spletu dežele Koroške. Zgodovinski fonetski zapisi predstavljajo slovensko narečno obliko, v kolikor so le-to uradniki češkega porekla razumeli. 
Na Žiljah oz. v bližnji okolici najdemo v smeri ure s severa sledeča ledinska imena:
- pod Kukersko nivo (pod Kukenjsko njivo)[9]) (sever)
- Kukenja[10]) (vzod)
- Pod Kuschenjo (pod Kukenjo)[11]) (jugo-vzhod)
- Pod Hischo (pod hišo)[12]) (jugo-vzhod)
- Rotschitza (Ročica) (po Wadlu »mali potok«)[13] (jugo-vzhod)
- Tinja[14] (jug)
- Sa Mostom (za mostom)[15] (jugo-zahod)
- Neschza (Nežca) (po Wadlu »jama, poglobitev«)[16] (jugo-zahod)
- Ni Klini (na razpotju?)[17]) (jugo-zahod)
- Lassendorferfeld (Vasjevaško polje)[18]) (severo-zahod)

## Hišna imena
V zapisih najdemo sledeča hišna imena:
po domače pri Žilju, tudi Žileju, Jamnica, Zgornji Urabl, Spodnji Urabl.  

## Narečje
Zgodovinsko domače slovensko narečje je (bila) poljanščina Celovškega polja, kot je bilo zapisano leta v doktorski disertaciji Katje Sturm-Schnabl leta 1973 ter terminološko opredeljeno kot takšno šele v okviru znanstveno raziskovalnega dela Bojana-Ilije Schnabl ob pripravah za Enciklopedije slovenske kulturne zgodovine na Koroškem (2010 oz.  2016). v disertaciji je p.d. Rôt bil eden izmed izvirnih »informantov« za zapis narečja.
Nemščina je prisotna v obliki osrednje-koroškega nemškega narečja.

## Slovensko kulturno življenje
Začetek 20. stoletja so bile Zapuže zajete v kulturno življenje Slovenskega prosvetnega društva »Edinost Št. Tomaž«, ki je bilo ustanovljeno leta 1910 ter »Hranilnice in posojilnice Št. Tomaž«, ki je bila ustanovljena leta 1912/13 v Šenttomaža pri Celovcu. Med pristnimi domačini je dolgo po vojni še veljal p.d. Rôt, saj je tudi dal izredno zanimiv intervju za zapis domačega narečja.

## Literarna podoba
- Bojan-Ilija Schnabl: Magnolija in tulipani, pripovedi in resnične pravlice s Celovšega polja, Celovec 2014
- Bojan-Ilija Schnabl: Poljanski camino, Celovec 2018